# ماکاتو یوچیدا
ماکاتو یوچیدا (انگلیسی: Makoto Uchida؛ زادهٔ ۲۰ ژوئیهٔ ۱۹۶۶) مدیر اجرایی اهل ژاپن است، که هم‌اکنون به‌عنوان مدیرعامل شرکت نیسان فعالیت می‌کند.